# Moscóforo

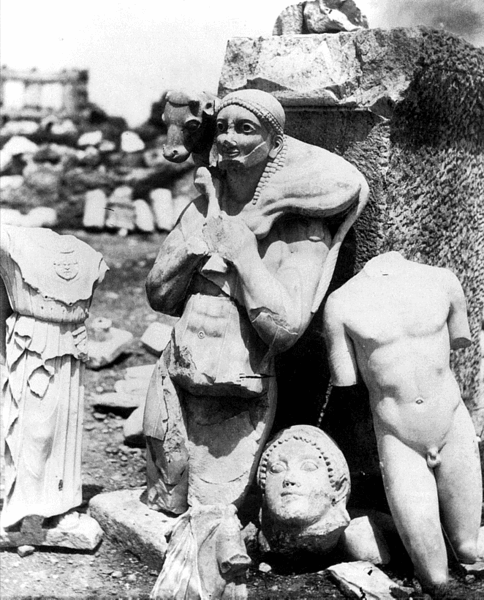
El Moscóforo entre las ruinas de la Acrópolis de Atenas en una instantánea del año 1866.

El Moscóforo (o portador del ternero Μοσχοφόρος) es una escultura que data del año 570 a. C. y que fue esculpida por algún artista de los talleres de Ática, región de la Antigua Grecia. Está considerada como una de las obras maestras del Período arcaico de Grecia.

## Hallazgo
La escultura fue excavada en 1864 en fragmentos entre las ruinas de la Acrópolis de Atenas (Grecia).

## Simbología
La pieza representaba a un hombre con un ternero sobre sus hombros que tiene la posición de la pierna izquierda adelantada al igual que los  llamados kuros (estatuas de varones jóvenes del Periodo Arcaico) pero, a diferencia de estos, la posición de los brazos es diferente, además de que lleva barba y manto. También muestra la característica sonrisa arcaica.
La escultura fue una ofrenda dedicada por Rombos, hijo de Palos, a la diosa Atenea.
Se ha relacionado esta estatua con la representación iconográfica de Hermes Crióforo.

## Características
- Autor: Anónimo (talleres de Ática).
- Estilo: Período arcaico de Grecia.
- Material: Mármol del Monte Himeto, con incrustaciones de piedra en los ojos.
- Altura: 1,65 metros (desde la cabeza a las rodillas).
- Inscripción en su base donde se dice que está dedicado a Rombos, hijo de Palos.

## Conservación
La pieza se expone de forma permanente en el Museo de la Acrópolis de Atenas, donde tiene asignado el número de inventario 624.